# Michal Kamenčík
Michal Kamenčík (* 2. ledna 1993, Prešov) je slovenský fotbalový útočník, v současnosti působící v klubu 1. FC Tatran Prešov.

## Fotbalová kariéra
Svoji fotbalovou kariéru začal v TJ Sokol Ľubotice. Mezi jeho další kluby patří: 1. FC Tatran Prešov a FC Rimavská Sobota.